# Punta da Langosteira
Punta da Langosteira är en udde i Spanien.   Den ligger i provinsen Provincia da Coruña och regionen Galicien, i den nordvästra delen av landet, 500 km nordväst om huvudstaden Madrid.
Terrängen inåt land är kuperad söderut, men åt nordost är den platt. Havet är nära Punta da Langosteira åt nordväst. Runt Punta da Langosteira är det mycket tätbefolkat, med 5 206 invånare per kvadratkilometer. Närmaste större samhälle är A Coruña, 7,8 km öster om Punta da Langosteira. 